# Odontopera rubescens
Odontopera rubescens är en fjärilsart som beskrevs av Inoue 1987. Odontopera rubescens ingår i släktet Odontopera och familjen mätare. Inga underarter finns listade i Catalogue of Life.